# Вукашин Вукотић
Вукашин Вукотић (1905 — Котор, 26. април 1990) био је син Јанка Вукотића и официр Југословенске војске.

## Биографија
Рођен је 1905. године у породици сердара Јанка Вукотића, 10 година млађи од своје сестре Василије. Након Првог светског рата, похађао је Војну академију у Београду, одакле је, на интервенцију краљ Александра, пребачен на двор као припадник гарде у чину потпоручника, где је обављао дужност ордонанса краља. У тој улози, био је присутан у Марсељу када је краљ Александар страдао у атентату 1934. године, и био је задужен за одевање и спремање краља за одар.
Након потписивања Тројног пакта 25. марта 1941. године, разочаран је напустио војну службу и отишао у Грчку, одакле се враћао у окупирану Југославију са намером да организује отпор. Након слома Грчке, одлази у Каиро, где је постављен за шефа југословенске војне мисије. Као официр у редовима савезника, био је рањен за време одбране Александрије, и ратни пут га је водио преко Сицилије и Барија до Рима. Због противљења споразуму Тито-Шубашић, напустио је војну службу и преселио се у Француску, иако му је нуђено да настави службу у новој Југословенској армији, британској или америчкој војсци.
У избеглиштву у Француској се бавио физичким радом, радио у фабрици аутомобила Ситроен и учестовво у пројектовању бране у Асуану. Године 1953, у Паризу, Вукотић и супруга Жермен су добили сина Јанка, који са породицом живи у Подгорици. Две године касније, породица се сели у Сједињене Америчке Државе, где су живели до Вукотићеве пензије. Године 1971. купује и реновира стару кућу у Боки Которској, од када и живи у Црној Гори са супругом.
Преминуо је 1990. године у Котору и сахрањен у породичној гробници на Чеву.